# 京都大學校友列表
京都大學校友列表，是著名知名京都大學校友的集成資料。本條目將京都大學校友分為數大類，除了特例，各分人物不重疊。

## 政治人物
- 濱口雄幸：第27任內閣總理大臣
- 近卫文麿：第34、38、39任總理大臣
- 幣原喜重郎：第44任內閣總理大臣
- 片山哲：第46任內閣總理大臣
- 池田勇人：第58～60任總理大臣
- 李登輝：中華民國第七～九任總統（肄業）

## 文學家
- 高濱虛子（肄業）
- 菊池寬
- 井上靖
- 綾辻行人
- 大岡昇平
- 高橋和巳
- 法月綸太郎
- 高城修三
- 平野啓一郎
- 森青花
- 萬城目學
- 森見登美彥
- 山崎正和
- 阿部牧郎
- 高木彬光
- 小松左京
- 麻耶雄嵩
- 我孫子武丸（肄業）
- 貴志祐介
- 清涼院流水（肄業）
- 栗木京子
- 岡崎琢磨

## 世界級學者
諾貝爾獎得主
- 湯川秀樹：物理学家、1949年諾貝爾物理獎得主
- 朝永振一郎：物理学家、1965年諾貝爾物理獎得主
- 福井謙一：化学家、1981年諾貝爾化學獎得主
- 利根川進：生物学家、1987年諾貝爾生理醫學獎得主
- 野依良治：化学家、2001年諾貝爾化學獎得主
- 赤崎勇：物理学家、2014年諾貝爾物理獎得主
- 本庶佑：醫學家、2018年諾貝爾生理醫學獎得主

諾貝爾獎候選人
- 林忠四郎：已故物理學家
- 坂田昌一：物理學家
- 能勢修一（日语：能勢修一）：已故物理學家
- 佐藤勝彥：物理學家
- 蔵本由紀（日语：蔵本由紀）：物理學家
- 上田睆亮（日语：上田睆亮）：物理學家
- 冨松彰（日语：冨松彰）：物理學家
- 佐藤文隆（日语：佐藤文隆）：物理學家
- 野田進（日语：野田進 (工学者)）：工程學家
- 前野悦輝：物理學家
- 松波弘之（日语：松波弘之）：物理學家
- 沼正作：已故化學家
- 熊田誠（日语：熊田誠）：已故化學家
- 大澤映二：化學家
- 諸熊奎治：化學家
- 今堀博：化學家
- 澤本光男：化學家
- 北川進：化學家
- 春田正毅：化學家
- 吉野彰：化學家
- 玉尾皓平：化學家
- 增井禎夫：細胞生物學家
- 西塚泰美：已故生化學家
- 竹市雅俊：細胞生物學家
- 中西重忠：生物化學家、神經學家
- 森和俊：生物學家
- 高井研：地球學家
- 森嶋通夫：已故經濟學家
- 藤田昌久：經濟學家

菲爾兹獎得主
- 廣中平祐
- 森重文

沃爾夫獎得主
- 西塚泰美

拉斯克獎得主
- 利根川進
- 西塚泰美
- 増井禎夫
- 森和俊

羅伯·柯霍獎得主
- 利根川進
- 本庶佑

盖尔德纳国际奖得主
- 西塚泰美
- 増井禎夫
- 森和俊
- 坂口志文，亦獲得克拉福德獎

達爾文獎章得主
- 木村資生：被譽為繼达尔文之後最偉大的演化理论家，日本唯一的達爾文獎章得主

其他
- 岡潔：數學家
- 高木貞治：數學家
- 西田幾多郎：哲學家
- 梅原猛：哲學家
- 森嶋通夫：經濟學家
- 大塚久雄：經濟學家
- 河盛好蔵：宗教學家
- 代田稔：生物學家
- 荒勝文策：物理學家
- 大栗博司：物理學家
- 加藤元一：生理學家
- 植村吉明：物理學家
- 根井正利：生物学家
- 河合隼雄：心理學家
- 川勝政太郎：考古學家
- 黑川紀章：建築師
- 山口隆：建築師
- 日野原重明：醫師
- 杜聰明：醫師

## 體育界
- 平生三郎
- 磯田一郎
- 田島直人
- 原田正夫
- 水野彌一
- 東海辰彌
- 神崎範之
- 奥村竹之助
- 香川幸
- 金澤宏
- 星名秦
- 市口順亮
- 松井聰
- 田中英祐
- 阿部達也
- 久保田秀敏

## 演藝界
- 大島渚：導演
- 松尾昭典：導演
- 森崎東：導演
- 野田幸男：導演
- 森雅之：演員（肄業）
- 辰巳琢郎：演員
- 朝比奈隆：指挥家
- 丸山鐵雄：音樂評論家
- 山本寬：導演
- 若木民喜：漫畫家
- 小梅京人：漫畫家

## 留學生
- 戴運軌：物理學家
- 雷震：思想家
- 謝長廷：中華民國前行政院院長
- 曾昭科：前香港警務處助理處長
- 高大成：法醫